# Кміть Ярослав Романович
Ярослав Романович Кміть — солдат Збройних Сил України, учасник російсько-української війни, що загинув у ході російського вторгнення в Україну в 2022 році.

## Життєпис
Народився в 2001 році у м. Львові. Закінчив СЗШ 37 м. Львова. Навчався на філософському факультеті Львівського національного університет імені Івана Франка.
З 2020 року проходив військову службу в складі підрозділу 80 ОДШБр.
З початком повномасштабного російського вторгнення в Україну брав участь у бойових діях Збройних Сил України та ніс службу в складі 80 ОДШБр.
Загинув в боях з агресором в ході відбиття російського вторгнення в Україну, 5 квітня 2022 року в бою з окупантами в районі села Нововознесенське на Херсонщині. Внаслідок прямого влучання ворожого «Граду» отримав смертельне поранення.
Чин прощання з Ярославом Кмітем (разом з Сергієм Перхачем) відбувся у Гарнізонному храмі святих апостолів Петра і Павла УГКЦ у м. Львові 9 квітня 2022 року.

## Нагороди
- орден За мужність III ступеня (2022, посмертно) — за особисту мужність і самовіддані дії, виявлені у захисті державного суверенітету та територіальної цілісності України, вірність військовій присязі [3].